# Friesenheim (Baden)
Friesenheim ist eine Gemeinde im Ortenaukreis in Baden-Württemberg.

## Geographie

### Lage
Friesenheim liegt in der Vorbergzone. Die Gemarkung erstreckt sich von der Rheinebene über die Vorgebirgszone bis weit in den Schwarzwald hinein. Durch das Gemeindegebiet fließt der Fluss Schutter.

### Nachbargemeinden
Nachbargemeinden von Friesenheim sind (von Norden im Uhrzeigersinn): Hohberg, Gengenbach, Biberach, Seelbach, Lahr, Meißenheim und Neuried.

### Gemeindegliederung
Zur Gemeinde Friesenheim gehören die Ortsteile Friesenheim, Heiligenzell, Oberschopfheim, Oberweier und Schuttern. Die Ortsteile entsprechen den ehemals selbstständigen gleichnamigen Gemeinden. Mit Ausnahme im Ortsteil Friesenheim sind in den Ortsteilen Ortschaften im Sinne der baden-württembergischen Gemeindeordnung mit jeweils eigenem Ortschaftsrat und Ortsvorsteher als dessen Vorsitzender eingerichtet. Die Ortschaften haben jeweils eigene örtliche Verwaltungsstellen. Zum Ortsteil Friesenheim gehören das Dorf Friesenheim und der Wohnplatz Am Bahnhof. Zum Ortsteil Oberschopfheim gehören das Dorf Oberschopfheim und das Gehöft Riedmühle. Zu den Ortsteilen Heiligenzell, Oberweier und Schuttern gehören jeweils nur die gleichnamigen Dörfer. Im Ortsteil Friesenheim befand sich das abgegangene Wasserschloss Sternenberg. Im Ortsteil Heiligenzell liegt der abgegangene Weiler Leimbach und im Ortsteil Schuttern liegt die abgegangene Ortschaft Schutterweiler.
In Schuttern befindet sich das Naherholungsgebiet „Baggersee Campingplatz Schuttern“. Nordwestlich von Friesenheim liegt der Matschelsee.

## Geschichte

### Frühe Geschichte
Schuttern wurde der Legende nach um 603 gegründet. Der Ortsteil Oberschopfheim wurde 763,  Friesenheim und Heiligenzell 1016 und Oberweier 1063 erstmals urkundlich erwähnt. Das Gebiet der heutigen Gemeinde fiel im 11. Jahrhundert an das Bistum Bamberg, später kam es an die Herren von Geroldseck, die das Gebiet 1481 an die Markgrafen von Baden verpfändeten. Zunächst den Markgrafen von Baden-Baden gehörend, fiel der Ort nach deren Aussterben 1771 zurück an die von Baden-Durlach.

### Eingemeindungen
Am 1. Januar 1972 wurden die beiden bis dahin selbstständigen Gemeinden Heiligenzell und Oberweier eingemeindet. Die Eingemeindung von Oberschopfheim erfolgte am 1. April 1972. Schuttern wurde am 1. Januar 1975 eingemeindet.
Wappen der Ortsteile

Friesenheim
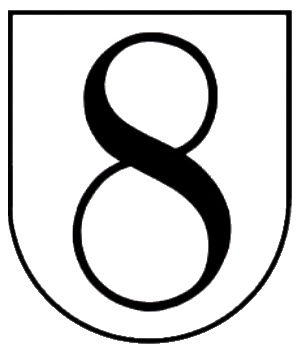
Heiligenzell
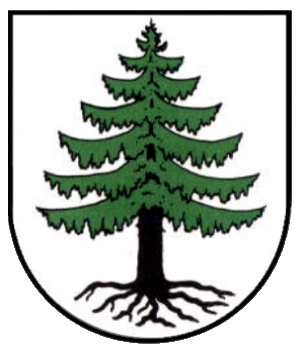
Oberschopfheim
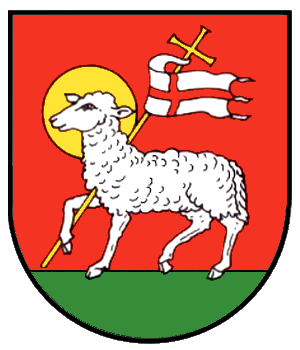
Oberweier
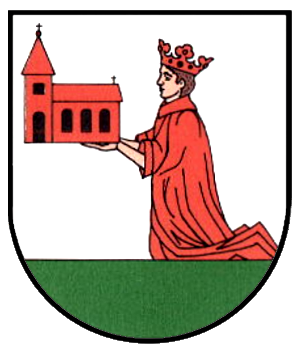
Schuttern

### Einwohnerentwicklung

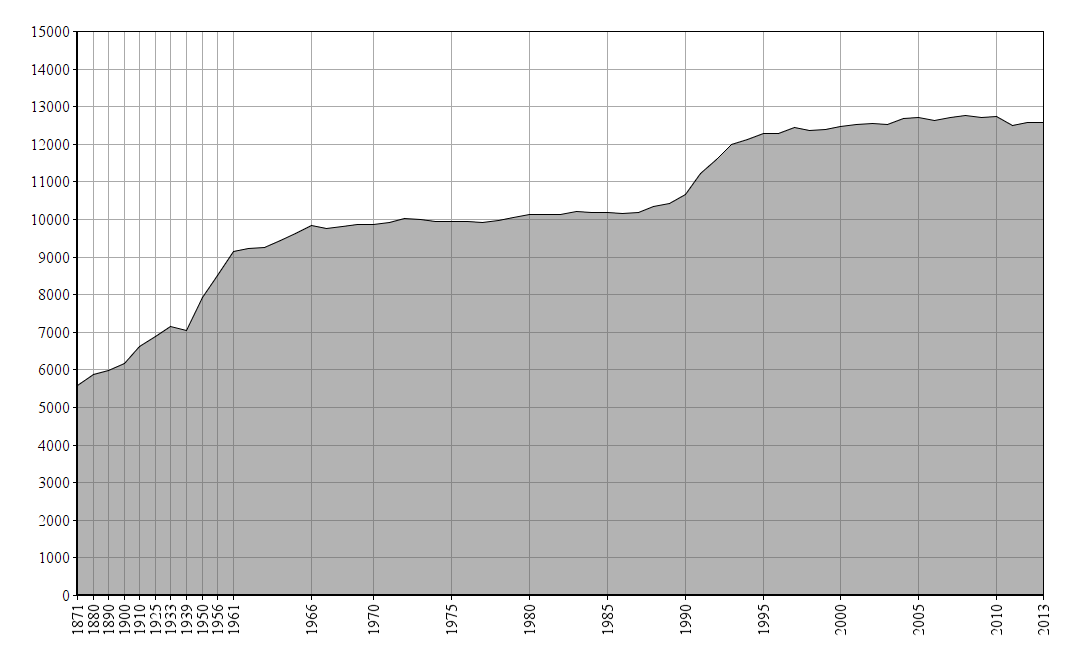
Friesenheim Bevölkerungsentwicklung

Einwohnerzahlen nach dem jeweiligen Gebietsstand. Die Zahlen sind Schätzungen, Volkszählungsergebnisse (¹) oder amtliche Fortschreibungen des Statistischen Landesamtes Baden-Württemberg.
| Jahr ¹                                | Einwohner |
| ------------------------------------- | --------- |
| 1871                                  | 5587      |
| 1880                                  | 5868      |
| 1890                                  | 5976      |
| 1900                                  | 6171      |
| 1910                                  | 6620      |
| 1925                                  | 6889      |
| 1933                                  | 7144      |
| 1939                                  | 7058      |
| 1950                                  | 7923      |
| 1956                                  | 8502      |
| 1961                                  | 9148      |
| 1966                                  | 9.838     |
| 1970                                  | 9870      |
| ¹ Volkszählungsergebnisse, außer 1966 |           |

| Jahr ²                                     | Einwohner |
| ------------------------------------------ | --------- |
| 1975                                       | 9959      |
| 1980                                       | 10.136    |
| 1985                                       | 10.173    |
| 1990                                       | 10.677    |
| 1995                                       | 12.283    |
| 2000                                       | 12.476    |
| 2005                                       | 12.721    |
| 2010                                       | 12.741    |
| 2015                                       | 12.921    |
| 2020                                       | 13.291    |
| 2022                                       | 13.876    |
|                                            |           |
| ² ab 1975 jeweils 31. Dezember, außer 1985 |           |

## Religionen
Da das Gebiet der heutigen Gemeinde zur katholischen Markgrafschaft Baden-Baden gehörte, wurde die Reformation nicht eingeführt; daran änderte auch der Rückfall an die evangelischen Markgrafen von Baden-Durlach nichts mehr; in den Ortschaften mussten nun aber auch protestantische Gläubige zugelassen werden. Die vier Ortsteile sind auch heute noch römisch-katholisch geprägt und besitzen jeweils eine Kirche. In Friesenheim selbst findet sich zudem auch eine evangelische Kirche. Auf dem Gebiet des Ortsteils Oberschopfheim befindet sich auf freiem Feld die zu besonderen Anlässen genutzte Leutkirche.

## Politik

### Gemeinderat
Der Gemeinderat in Friesenheim besteht aus 22 Mitgliedern und dem Bürgermeister als Vorsitzendem. Der Bürgermeister ist im Gemeinderat stimmberechtigt. Die Kommunalwahl am 9. Juni 2024 führte zu folgendem Endergebnis.
| Parteien und Wählergemeinschaften | Parteien und Wählergemeinschaften            | % 2024 | Sitze 2024 | % 2019 | Sitze 2019 | Kommunalwahl 2024 %50403020100 40,4 %35,8 %14,0 %6,7 %3,2 % CDUFWGLUSPDFDWGewinne und Verlusteim Vergleich zu 2019 %p 4 2 0 −2 −4 −6 −8+3,4 %p+1,9 %p−6,3 %p−2,0 %p+3,2 %pCDUFWGLUSPDFDW |
| CDU                               | Christlich Demokratische Union Deutschlands  | 40,4   | 9          | 37,0   | 8          | Kommunalwahl 2024 %50403020100 40,4 %35,8 %14,0 %6,7 %3,2 % CDUFWGLUSPDFDWGewinne und Verlusteim Vergleich zu 2019 %p 4 2 0 −2 −4 −6 −8+3,4 %p+1,9 %p−6,3 %p−2,0 %p+3,2 %pCDUFWGLUSPDFDW |
| FW                                | Freie Wähler                                 | 35,8   | 8          | 33,9   | 8          | Kommunalwahl 2024 %50403020100 40,4 %35,8 %14,0 %6,7 %3,2 % CDUFWGLUSPDFDWGewinne und Verlusteim Vergleich zu 2019 %p 4 2 0 −2 −4 −6 −8+3,4 %p+1,9 %p−6,3 %p−2,0 %p+3,2 %pCDUFWGLUSPDFDW |
| GLU                               | Grüne Liste Umweltschutz                     | 14,0   | 3          | 20,3   | 4          | Kommunalwahl 2024 %50403020100 40,4 %35,8 %14,0 %6,7 %3,2 % CDUFWGLUSPDFDWGewinne und Verlusteim Vergleich zu 2019 %p 4 2 0 −2 −4 −6 −8+3,4 %p+1,9 %p−6,3 %p−2,0 %p+3,2 %pCDUFWGLUSPDFDW |
| SPD                               | Sozialdemokratische Partei Deutschlands      | 6,7    | 1          | 8,7    | 2          | Kommunalwahl 2024 %50403020100 40,4 %35,8 %14,0 %6,7 %3,2 % CDUFWGLUSPDFDWGewinne und Verlusteim Vergleich zu 2019 %p 4 2 0 −2 −4 −6 −8+3,4 %p+1,9 %p−6,3 %p−2,0 %p+3,2 %pCDUFWGLUSPDFDW |
| FDW                               | Freiheitlich Demokratische Wählervereinigung | 3,2    | 1          | −      | –          | Kommunalwahl 2024 %50403020100 40,4 %35,8 %14,0 %6,7 %3,2 % CDUFWGLUSPDFDWGewinne und Verlusteim Vergleich zu 2019 %p 4 2 0 −2 −4 −6 −8+3,4 %p+1,9 %p−6,3 %p−2,0 %p+3,2 %pCDUFWGLUSPDFDW |
| gesamt                            | gesamt                                       | 100,0  | 22         | 100,0  | 24         | Kommunalwahl 2024 %50403020100 40,4 %35,8 %14,0 %6,7 %3,2 % CDUFWGLUSPDFDWGewinne und Verlusteim Vergleich zu 2019 %p 4 2 0 −2 −4 −6 −8+3,4 %p+1,9 %p−6,3 %p−2,0 %p+3,2 %pCDUFWGLUSPDFDW |
| Wahlbeteiligung                   | Wahlbeteiligung                              | 59,9   | 59,9       | 60,7 % | 60,7 %     | Kommunalwahl 2024 %50403020100 40,4 %35,8 %14,0 %6,7 %3,2 % CDUFWGLUSPDFDWGewinne und Verlusteim Vergleich zu 2019 %p 4 2 0 −2 −4 −6 −8+3,4 %p+1,9 %p−6,3 %p−2,0 %p+3,2 %pCDUFWGLUSPDFDW |

### Bürgermeister
- ? bis 1976: Ernst Ehret
- 1976 bis 2000: Eugen Götz[5]
- 2000 bis 2016: Armin Roesner
- seit 2016: Erik Weide

Erik Weide wurde am 14. Februar 2016 mit 54,6 Prozent der Stimmen zum Bürgermeister gewählt. Er trat das Amt am 1. April 2016 an. Am 21. Januar 2024 wurde er mit 97,4 Prozent der Stimmen für eine zweite Amtszeit wiedergewählt.

### Gemeindepartnerschaften
Friesenheim unterhält mit folgenden Gemeinden Partnerschaften:
- Tavaux, Bourgogne-Franche-Comté, Frankreich
- Herbsheim, Elsass, Frankreich

Seit dem 4. Juli 2014 ist Dorlisheim (Elsass) Partnergemeinde des Teilortes Oberweier.

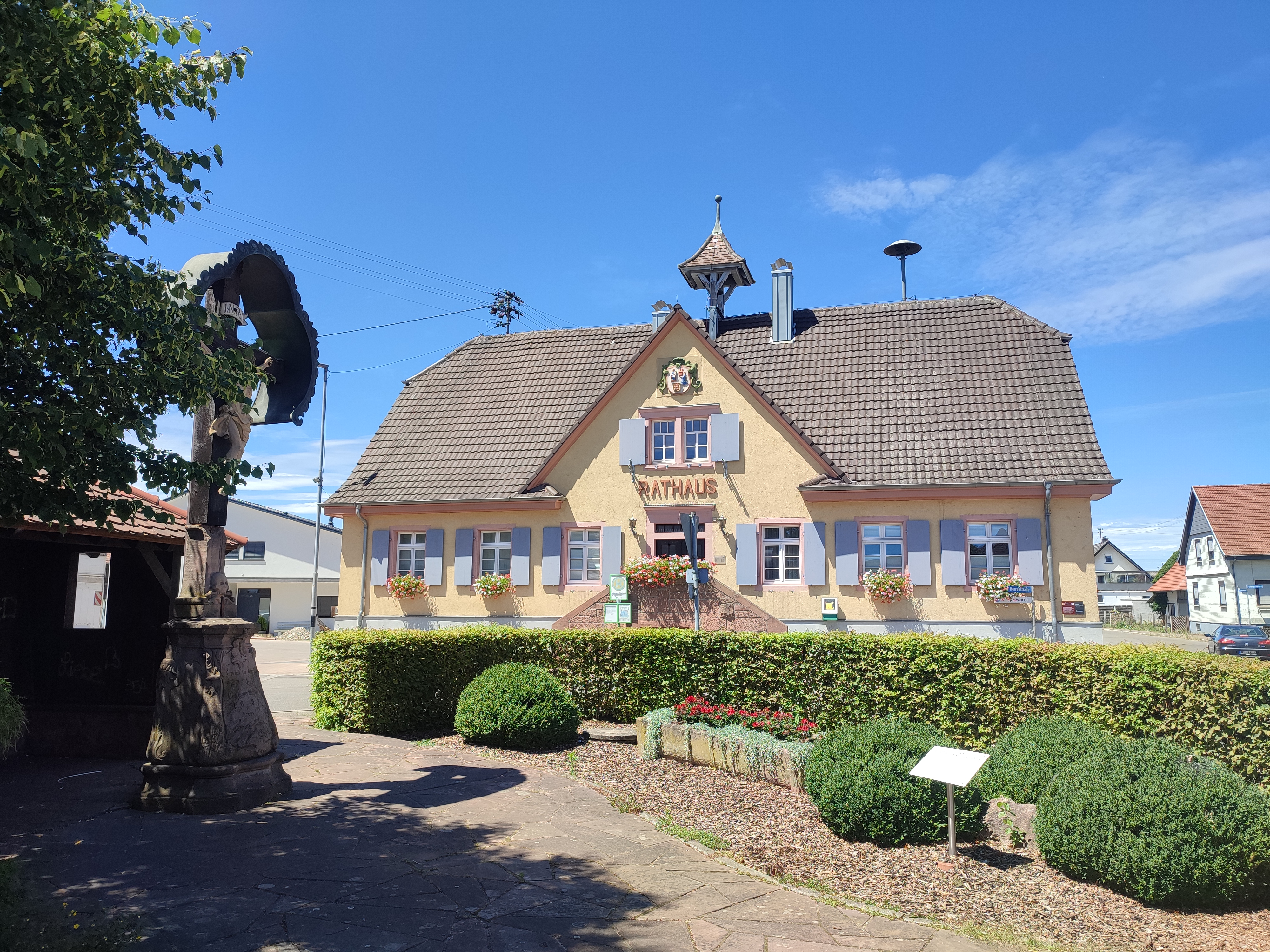
Rathaus in Schuttern

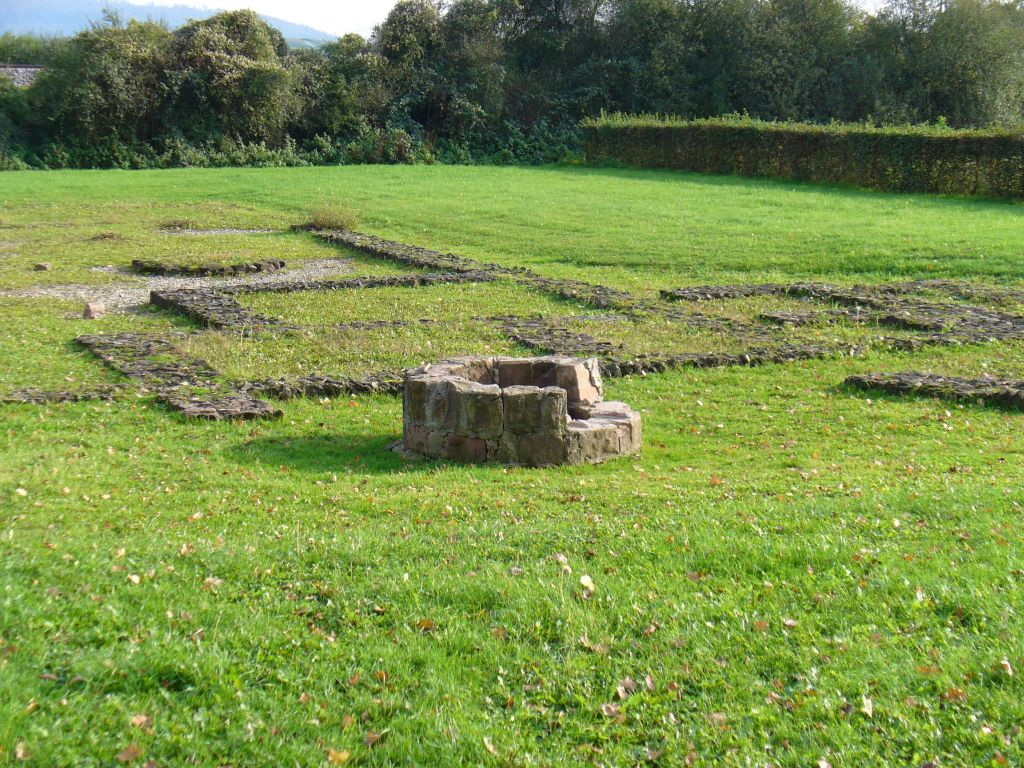
Reste aus der Römerzeit

## Kultur und Sehenswürdigkeiten

### Museen
- Oberweirer Heimatmuseum
- Klostermuseum Schuttern

### Bauwerke

#### Kirchen
- St. Laurentius in Friesenheim,[8] erbaut von Raimund Jeblinger[9]
- Herz-Jesu in Heiligenzell
- St. Leodegar in Oberschopfheim
- St. Maria Leutkirche: Feldkirche bei Oberschopfheim
- St. Michael in Oberweier
- Mariä Himmelfahrt: Klosterkirche des ehemaligen Klosters Schuttern
- Brudertalkapelle: Wallfahrtskapelle im Friesenheimer Wald, errichtet von den Mönchen des Klosters Schuttern, nahe der Grenze zu Lahr-Kuhbach (deshalb betreut von der dortigen Kirchengemeinde).[10]

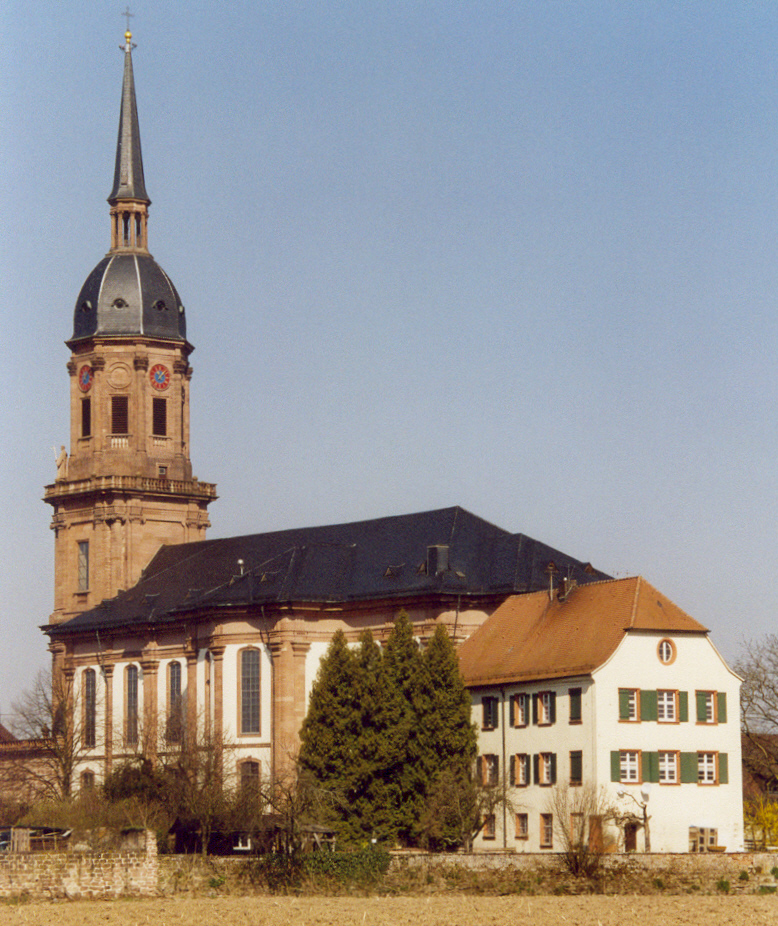
Kloster- und Pfarrkirche Schuttern
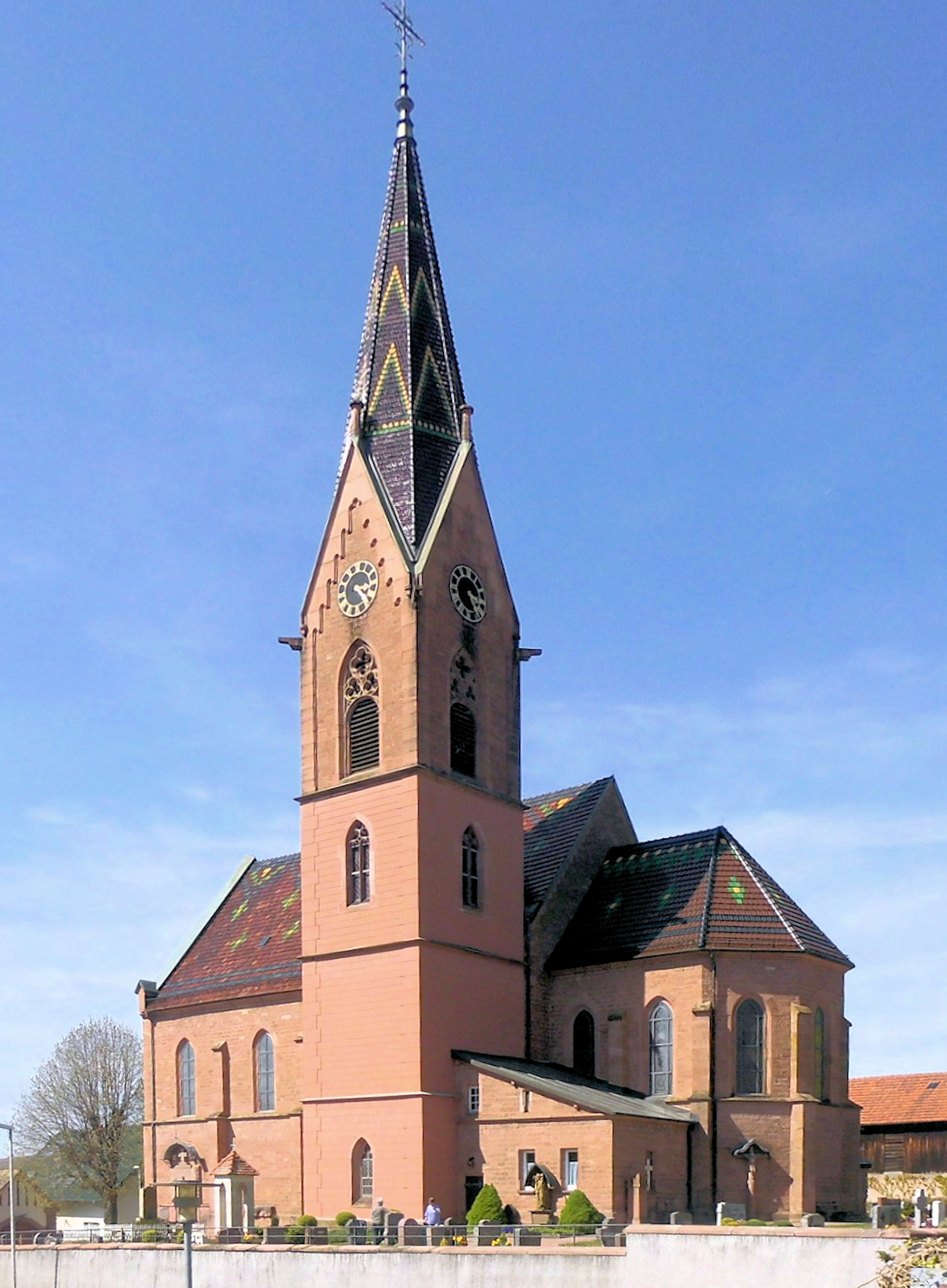
Kirche St. Michael in Oberweier
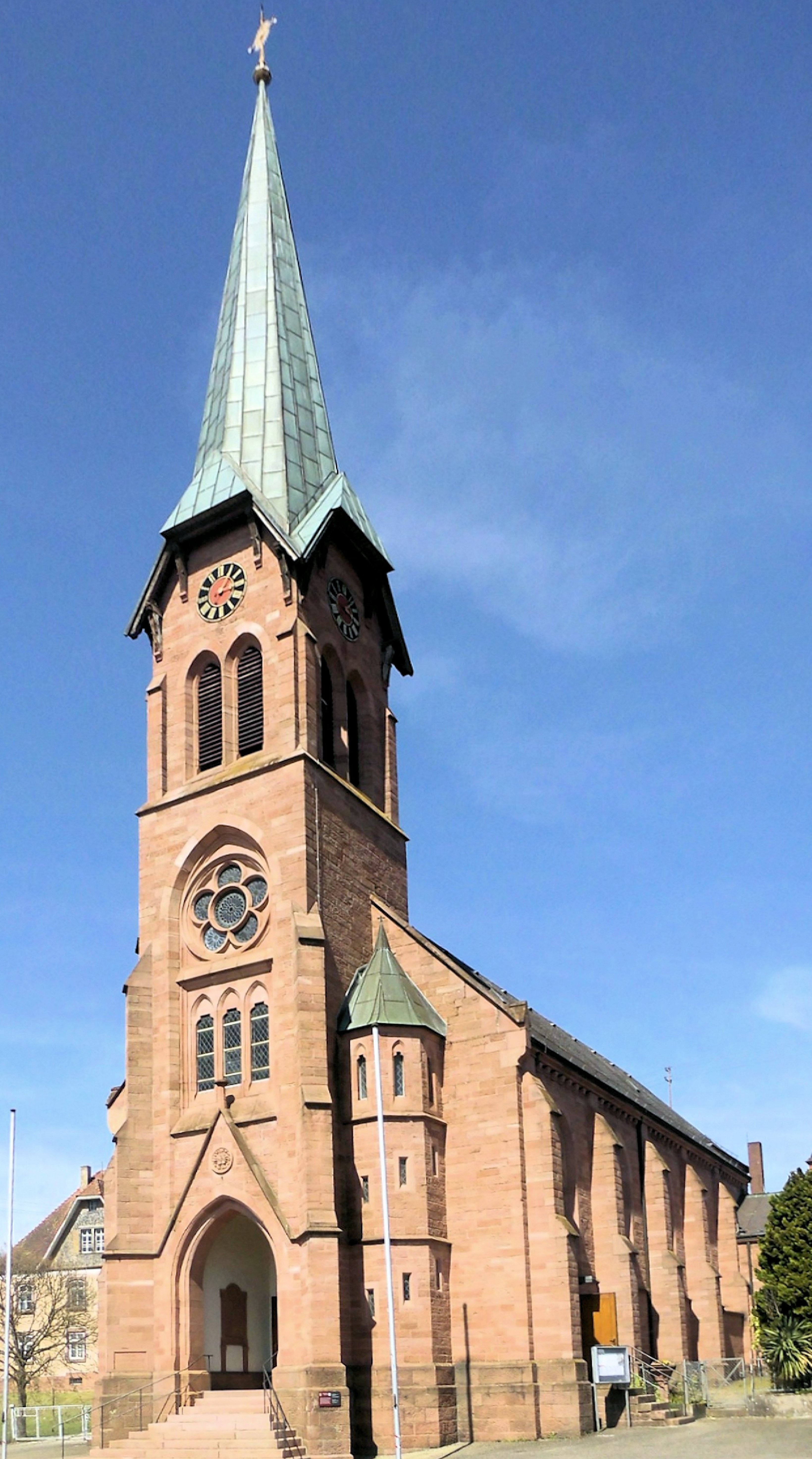
Herz-Jesu-Kirche im Ortsteil Heiligenzell

#### Sonstige
- Friesenheimer Rathaus
- Heiligenzeller Schlössle: Probstei und Sommerresidenz der Äbte des ehemaligen Klosters Schuttern
- Römische Straßenstation: Fundamente, rekonstruierter Straßenverlauf sowie ein kleiner rekonstruierter Tempel

### Naturdenkmäler
- Bildsteine: natürliche Steinformationen im Friesenheimer Wald

## Wirtschaft und Infrastruktur

### Verkehr
In Friesenheim besteht ein Haltepunkt an der Bahnstrecke Mannheim–Basel, der sich ca. zwei Kilometer westlich des Ortskerns befindet. An diesem halten stündlich Regionalbahnen von Freiburg nach Offenburg und zweistündlich Regionalexpresszüge von Basel nach Offenburg.
Durch eine Alltagsroute aus dem Radnetz Baden-Württemberg ist Friesenheim mit Lahr und über den Ortsteil Oberschopfheim und über Niederschopfheim mit Offenburg verbunden.
Durch Friesenheim verläuft als Landes-Radfernweg der Badische Weinradweg. Er führt von Grenzach-Wyhlen am Hochrhein nach Laudenbach im Norden Baden-Württembergs, dabei werden sieben der neun badischen Weinanbaugebiete untereinander verbunden. Die Route verläuft von der Lahrer Innenstadt kommend durch die Mitte Friesenheims und weiter über Oberschopfheim und an Diersburg vorbei Richtung Gengenbach.
Durch das Gemeindegebiet führen die Bundesautobahn 5 (Hattenbach–Weil am Rhein) und die Bundesstraße 3 (Buxtehude–Weil am Rhein).

### Bildung
Im Hauptort gibt es eine Haupt- und Realschule, die auch für Schüler aus Nachbarorten wie Hohberg zuständig ist. In den Ortsteilen Friesenheim, Oberweier und Oberschopfheim befinden sich außerdem Grundschulen. In Heiligenzell und Schuttern befinden sich Außenstellen der Grundschule Friesenheim.
Daneben gibt es in allen Ortsteilen römisch-katholische Kindergärten (in Oberschopfheim sogar zwei, die organisatorisch aber zusammengehören). Im Hauptort Friesenheim befindet sich auch ein evangelischer Kindergarten.

## Persönlichkeiten

### Sohne und Töchter der Gemeinde
- Sigmund Bosch (≈1490–≈1560), Liederdichter der Täuferbewegung
- Franziskus Leuthner (1867–1905), Missionar und Märtyrer
- Mathilde Otto (1875–1933), Abgeordnete in der Badischen Nationalversammlung und Frauenrechtlerin; wurde im Ortsteil Oberweier geboren
- Otto Wölz (1877–1962), Ministerialbeamter, Landtagsabgeordneter
- Julius Greilsheimer (1890–1944), Rabbiner
- Karlleopold Hitzfeld (1898–1985), Heimatforscher, Historiker und Lehrer
- Alfons Gern (1944–2010), Rechtswissenschaftler und Stadtrechtsdirektor in Lahr/Schwarzwald
- Ansgar Sailer (* 1969), Musiker, Arrangeur, Dirigent und Musiklehrer; wurde im Ortsteil Heiligenzell geboren
- Kai Eisele (* 1995), Fußballspieler
- Rudi Beiser (* 1960), deutscher Sachbuchautor, Journalist und Dozent; wurde im Ortsteil Schuttern geboren

### Persönlichkeiten mit Verbindung zur Gemeinde
- Marie-Antoinette von Österreich-Lothringen (1755–1793) verbrachte am 6. Mai 1770 ihre letzte Nacht auf (damals) österreichischem Boden im Kloster Schuttern.[13]
- Elisabeth Walter (1897–1956), deutsche Lehrerin und Schriftstellerin, wuchs in Friesenheim-Oberweier auf und ist dort auch bestattet.
- Alanis Morissette (* 1974), kanadische Sängerin; lebte als Kind zwischen 1977 und 1981 im Ortsteil Heiligenzell.